# Kovk (vrh)
Kovk je vrh z višino 961 m, ki se nahaja na robu planote Gora nad Vipavsko dolino. Meji na vasi Col, Gozd, Žagolič in Budanje.

## Opis
Na vrhu stoji križ, ob njem pa je klopca s planinsko vpisno knjižico in žigom. V bližini se na 867 m nahaja še vrh Sončnica s svojo vpisno knjižico. V vasi Budanje vsako leto avgusta organizirajo pohod na Kovk, ki mu sledi druženje v Športnem parku Ravne.

## Vzletišče
Pod vrhom se na višini 860 m v bližini Sončnice nahaja vzletišče Kovk, ki je priljubljeno vzletišče za proste letalce v Sloveniji. Namenjeno je vzletanju jadralnih padal in jadralnih zmajev. Na Kovku je mogoče jadranje skozi vse leto. Ugodne smeri vetra za letenje so J, JZ in Z. 

### Pristajališče
Uradno pristajališče je 200 m od Picerije Anja, na travniku poleg droga z vetrno vrečo proti zahodu, poleg magistralne ceste Ajdovščina-Vipava (444).
Koordinate: 45°52′12″N 13°56′05″E / 45.87000°N 13.93472°E, 110 m n.m.
Težavnost: srednje zahtevno.

## Galerija
- Vzletišče Kovk v zimskem času
- Vzlet jadralnega padalca
- Vzlet jadralnega zmaja
- Mesto za pristanek